# Timár Sándor
Timár Sándor (Szolnok, 1930. október 2. –) a Nemzet Művésze címmel kitüntetett, Kossuth-díjas magyar koreográfus, táncpedagógus; a Csillagszemű Gyermektáncegyüttes alapítója.

## Élete és munkássága
Tanulmányait a szolnoki Verseghy Ferenc Gimnáziumban végezte. 1951 és 1955 között a Molnár István által vezetett SZOT Művészegyüttes táncosa volt. Az együttes megszűnése után a Bartók Béla Táncegyüttes vezetője lett, amelyet 1958-tól huszonkét éven át irányított. Az 1950-es évektől kezdve széles körű gyűjtőmunkát folytatott, hogy színpadi műveit előkészítse; a néptáncegyüttes vezetésénél újszerű néptánc-pedagógiai módszert alkalmazott, amellyel jelentős szerepet vállalt a táncházmozgalom elindításában. 1970-ben elvégezte a Színház- és Filmművészeti Főiskola koreográfus szakát. 
1971-től az Állami Balettintézet néptánctagozatának tanára, később tanszékvezetője volt 1990-ig. Ebben az időben művészeti vezetője volt még a Jászság Népi Együttesnek is, akikkel sikerült megnyernie az 1977-es Ki Mit Tud c. televíziós vetélkedőt. 1981-től a Magyar Állami Népi Együttes művészeti vezetőjeként dolgozott, ebben az időszakban megújította a társulat arculatát és számos magyar és külföldi turnén vettek részt.
Pedagógiai munkássága révén nagy érdemeket szerzett az újfolklorista szemlélet magyarországi és külföldi elterjesztésében. 1993-ban feleségével, Timár Böskével megalapította a Csillagszemű Gyermektáncegyüttest, amely több száz gyermeket foglalkoztatott. 
2012-ben megalapították a TIMÁR TÁNCAKADÉMIÁT, illetve a TIMÁR EGYÜTTEST, ahol fiatal felnőttekkel foglalkoznak profi szinten. 
 1999-ben jelent meg Néptáncnyelven című könyve. 2014-ben Kossuth-díjjal jutalmazták, ugyanebben az évben Nemzet Művésze díjjal ismerték el munkásságát.

## Könyvek
- Bag táncai és táncélete; összeáll. Martin György, Timár Sándor gyűjtése alapján Lányi Ágoston; Művelt Nép, Bp., 1955 (Néptáncosok kiskönyvtára)
- Bagi táncok. Koreográfia; összeáll. Lányi Ágoston, zenei feldolgozás Tornyos György; Művelt Nép, Bp., 1956 (Néptáncosok kiskönyvtára)
- Sári tustoló; Gondolat, Bp., 1966 (Néptáncosok kiskönyvtára)
- Karéjozó, karikázó, verbunk és forgós; Gondolat, Bp., 1967 (Néptáncosok kiskönyvtára)
- Déldunántúli ugrós; zene Sári József; NPI, Bp., 1969 (Együtteseink műsorából)
- Koreográfia elmélet; Osvetovy ùstav, Bratislava, 1970
- Timár Sándor–Molnár Lajos–Sajti Sándor–Rábai Miklós: Fehér liliomszál; NPI, Bp., 1976 (Együtteseink műsorából)
- Dr. Nagy István-Timár Sándor-Szabadi Mihály: Perdül a szoknya; Ifjúsági Lap- és Könyvkiadó, Bp., 1986 (gyermektánc-antológia)
- Néptáncnyelven. A Tímár-módszer alkalmazása a játékra és táncra nevelésben; Püski, Bp., 1999

## Elismerései
- 1971: SZOT-díj
- 1975: Európa-díj a Népművészetért
- 1977: Erkel Ferenc-díj
- 1985: Állami Díj
- 1990: Érdemes művész
- 1997: A Magyar Köztársasági Érdemrend középkeresztje
- 1998: Magyar Örökség díj
- 2010: A Magyar Köztársasági Érdemrend középkeresztje a csillaggal
- 2010: Hegyvidék díszpolgára
- 2014: Kossuth-díj
- 2014: Szolnok díszpolgára
- 2014: A Nemzet Művésze